# ادوارد آگوست واینیو

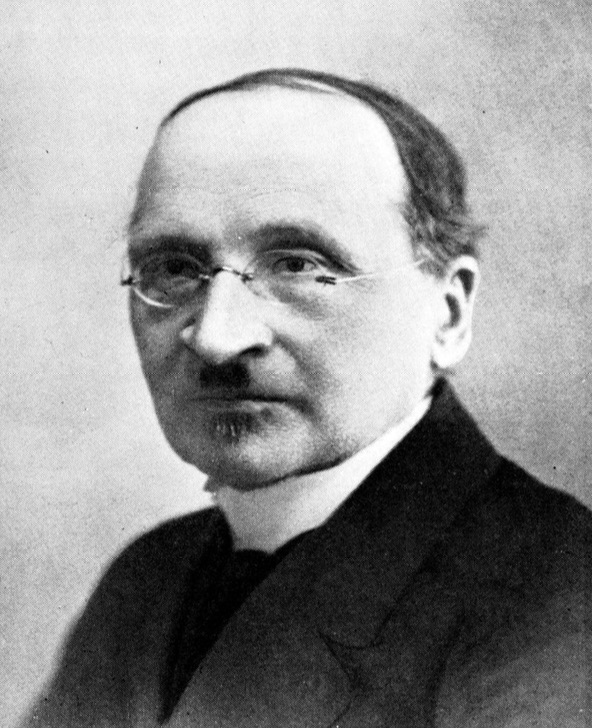
۱۹۲۴ در ۷۱ سالگی

ادوارد آگوست واینیو (متولد ۵ اوت ۱۸۵۳–۱۴ مه ۱۹۲۹) یک لیکنولوژیست (گلسنگ‌شناس) فنلاندی بود. کارهای اولیه او در مورد گلسنگ‌های لاپلند، تک نگاری سه جلدی او در مورد جنس گلسنگ Cladonia، و به ویژه مطالعه او در مورد طبقه‌بندی و شکل و ساختار گلسنگ‌ها در برزیل، واینیو را در زمینه گلسنگ‌شناسی در سطح بین‌المللی مشهور کرد.
دوستی واینیو جوان با دانشجوی دانشگاه یوهان پتر نورلین، که تقریباً یازده سال بزرگتر بود، به او کمک کرد تا دانش قابل توجهی از رمزنگارهای محلی (سرخس‌ها، خزه‌ها، جلبک‌ها و قارچ‌ها، از جمله گلسنگ‌ها) پیدا کند و فرصت کافی برای او فراهم کرد تا مجموعه خود را اصلاح کند و تکنیک‌های شناسایی در سنین پایین از طریق همین انجمن بود که واینیو با معلم نورلین، لیکنولوژیست برجسته، ویلیام نایلندر، آشنا شد، که از تلاش‌های اولیه گیاه‌شناسی او حمایت کرد. اولین آثار واینیو به جغرافیای گیاهی مربوط بود - توضیح و شمارش گیاهان محلی - و به عنوان اولین انتشارات در زمینه جغرافیای گیاهی به زبان فنلاندی در نظر گرفته می‌شوند. در این کتاب‌های اولیه او توجه به جزئیات و دقت را نشان داد که مشخصه کارهای بعدی او شد. پس از فارغ‌التحصیلی از دانشگاه هلسینکی در سال ۱۸۸۰، واینیو دکتری گرفت، به این معنی که او واجد شرایط تدریس آکادمیک بود، اما بدون حقوق منظم. علیرغم موفقیت‌های علمی و شهرت جهانی که با تحقیقات خود به دست آورد، هرگز در این دانشگاه به مقامی ثابت دست نیافت. او گفت که این نتیجه ناسیونالیسم شدید فنلاندی و تمایل او به ترویج استفاده از زبان فنلاندی در دانشگاه در زمان منازعات زبانی بود، زمانی که زبان لاتین بر ادبیات علمی تسلط داشت و زبان سوئدی زبان غالب اداری و آموزشی بود. او که از دورنمای خود برای استخدام دائمی آکادمیک سرخورده شده بود، و با این واقعیت که باید مخارج خانواده خود را تأمین کند، مجبور به پذیرش سمتی در نزد مقامات سانسور روسیه شد، که منجر به طرد وی توسط جامعه علمی فنلاند شد.
واینیو حدود ۱۷۰۰ گونه جدید را توصیف کرد و بیش از ۱۰۰ اثر علمی منتشر کرد. او مجموعه‌های علمی قابل توجهی از گلسنگ‌ها ساخت و در نتیجه سال‌ها کار به عنوان متصدی هرباریوم در دانشگاه هلسینکی و بعداً دانشگاه تورکو، مجموعه‌های دیگری را از سراسر جهان فهرست‌نویسی و پردازش کرد. قطب شمال و قطب جنوب. به دلیل اهمیت آثار او در مورد گلسنگ‌ها در مناطق استوایی و سایر مناطق، او را پدر گلسنگ‌شناسی برزیل و پیرمرد بزرگ گلسنگ‌شناسی نامیده‌اند.